# Etnometodologia

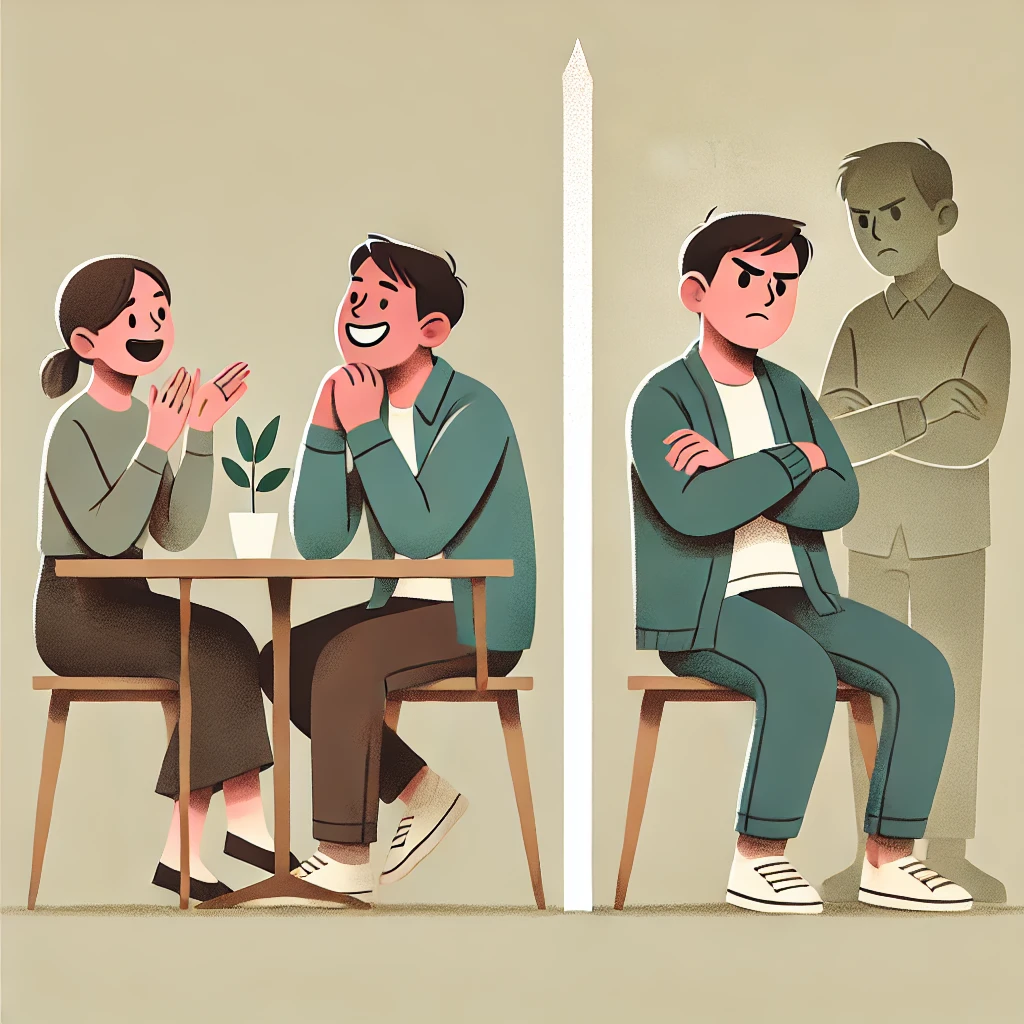
Interacció social. L'Etnometodologia estudia les estructures i patrons que els individus fan servir en la vida quotidiana.

L'Etnometodologia és un corrent sociològic que estudia l'organització de la vida quotidiana. És a dir, els mètodes (l'ús del sentit comú, els procediments i les consideracions) que les persones utilitzen per donar sentit a la realitat i actuar en conseqüència.
El terme Etnometodologia l'encunyà sociòleg estatunidenc Harold Garfinkel l'any 1954. Ho va fer mentre preparava una conferència sobre el funcionament dels jurats la ciutat de Wichita (Kansas), que havia estat la base del seu projecte d'investigació. Garfinkel el va fer servir per descriure la manera en la qual els jurats duien a terme els seus raonaments i deliberacions. Posteriorment, aplicà el concepte al conjunt de la vida social.
Etimològicament, la paraula Etnometodologia prové del grec ethnos (poble, raça, nació), methodos (procediment, manera, camí) i loguia (estudi, parla, raonament)

## Antecedents teòrics
Per a Émile Durkheim els fets socials són el fenomen sociològic fonamental. Segons aquest sociòleg francès, els fets socials poden definir-se com el conjunt de formes de fer d'una societat (valors, actituds, comportaments) que exerceixen una coacció sobre l'individu, amb l'objectiu que pensi i es comporti d'una determinada manera (per exemple, les lleis, les tradicions culturals, les modes). És a dir, els fets socials són quelcom extern a l'individu, però amb la capacitat de coercitiva de determinar els seus actes.

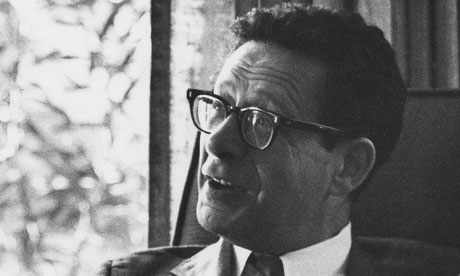
Harold Garfinkel

Per l'Etnometodologia, els fets socials no són quelcom extern a l'individu, sinó que són precisament el producte de les accions quotidianes dels membres de la societat. Per aquest motiu, l'etnometodologia s'interessa per les pràctiques i les explicacions que les persones fan de la realitat. Aquestes explicacions són el procés de reflexió, de descripció, de crítica i d'idealització de la realitat social que permet a les persones donar un sentit al món.
L'Etnometodologia va ser "inventada" per Garfinkel durant els anys 1950, però va ser el 1967 quan, per primer cop, va aparèixer sistematitzada en la seva obra Studies in Ethnomethodolology.

#### Crítiques a la Sociologia tradicional
La principal crítica dels etnometodòlegs ha estat la manca d'interès de la Sociologia per conèixer el món quotidià i les seves interaccions. Els sociòlegs s'han centrat en analtitzar el món social ocultant la importància de les pràctiques diàries (fluxos i refluxos) de les persones. Així, la sociologia tradicional ha estudiat la societat amb l'objectiu de descobrir realitats ocultes (els valors, les actituds, etc.), però no s'ha adonat que el discurs quotidià és, de fet, el que construeix la societat mateixa.
Un bon exemple d'aquesta crítica fa referència a la socialització infantil. Mentre la sociologia tradicional intenta establir les diferents "etapes" del procés de socialització en què l'infant adquireix les competències per interactuar amb els altres, s'oblida de com els nens adquireixen i utilitzen aquestes capacitats quotidianament per entendre el món real.
Una altra mostra d'aquesta distorsió de la sociologia tradicional és l'estudi de la burocràcia i les organitzacions. Quan la sociologia tradicional ha estudiat l'acció burocràtica (Max Weber), ho ha fet centrant-se en les normes, les regles i els valors de l'organització. Tanmateix, no s'ha adonat de com les persones habitualment actuen per aparentar al seu lloc de treball. Per tant, l'objectiu de la investigació sociològica no haurien de ser les regles i les normes d'una organització, sinó la manera en la qual les persones fan servir les normes per als seus objectius en la vida quotidiana de l'organització.

#### Primeres aplicacions
Les primeres investigacions que van proporcionar reputació a l'etnometodologia van tenir a veure amb els anomenats experiments de ruptura i les pràctiques de la identitat de gènere.
- Experiments de ruptura. Analitzen com actuen les persones quan es trenquen les normes establertes (ruptura). En un experiment, Garfinkel va demanar als seus alumnes que actuessin a casa seva com si fossin convidats (poc contacte personal, parla formal, discreció, etc.). Les reaccions d'estupefacció de l'entorn familiar van revelar la importància que tenia el fet que les persones actuessin segons els supòsits de "sentit comú" establerts socialment. Per Garfinkel, però, el més interessant van ser els comportaments i interaccions (frases, gestos) dels membres de la família per mirar de salvar la ruptura.[5]
- Pràctiques de gènere. Generalment, es pensava que les persones es comportaven socialment en funció de la seva dotació biològica (femení-masculí); és a dir, que el gènere tenia només una base biològica. Llavors no existia la concepció que les persones realitzen el gènere. Va ser als anys 1950, a través de la investigació sobre una persona transsexual, que Garfinkel demostrà que la dotació biològica és insuficient i que s'han d'aprendre a utilitzar quotidianament les pràctiques que ens defineixen com a homes o dones.[2][5]

## Camps d'estudi de l'Etnometodologia

#### Estudis en entorns institucionals
Els primers estudis etnometodològics que va realitzar Garfinkel i els seus col·legues van centrar-se en ambients no institucionals, com ara les llars. Tanmateix, els estudis es van moure ràpidament vers les pràctiques quotidianes als entorns institucionals (clíniques, departaments de policia...). L'objectiu era comprendre la manera en què les persones duien a terme les tasques i com, a mesura que ho feien, anaven construint la institució a la qual pertanyien.
Un bon exemple de com les persones construeixen les institucions és la taxa de delictes registrada per la policia. Aquesta taxa no s'obté únicament de complir les normes i els manuals, sinó que els policies utilitzen els seus propis procediments i sentit comú per establir, per exemple, quines víctimes són o no producte d'un homicidi, un furt, etc. Així, el nombre resultant no es basa només en allò que indica la norma, sinó també en la interpretació quotidiana que fan els policies.
Altres estudis etnometodològics aplicats als ambients institucionals són:
- Entrevistes de feina[8]
- Negociacions entre executius[9]
- Trucades a urgències[10]
- Sessions de mediació de disputes[11]

#### Anàlisi conversacional

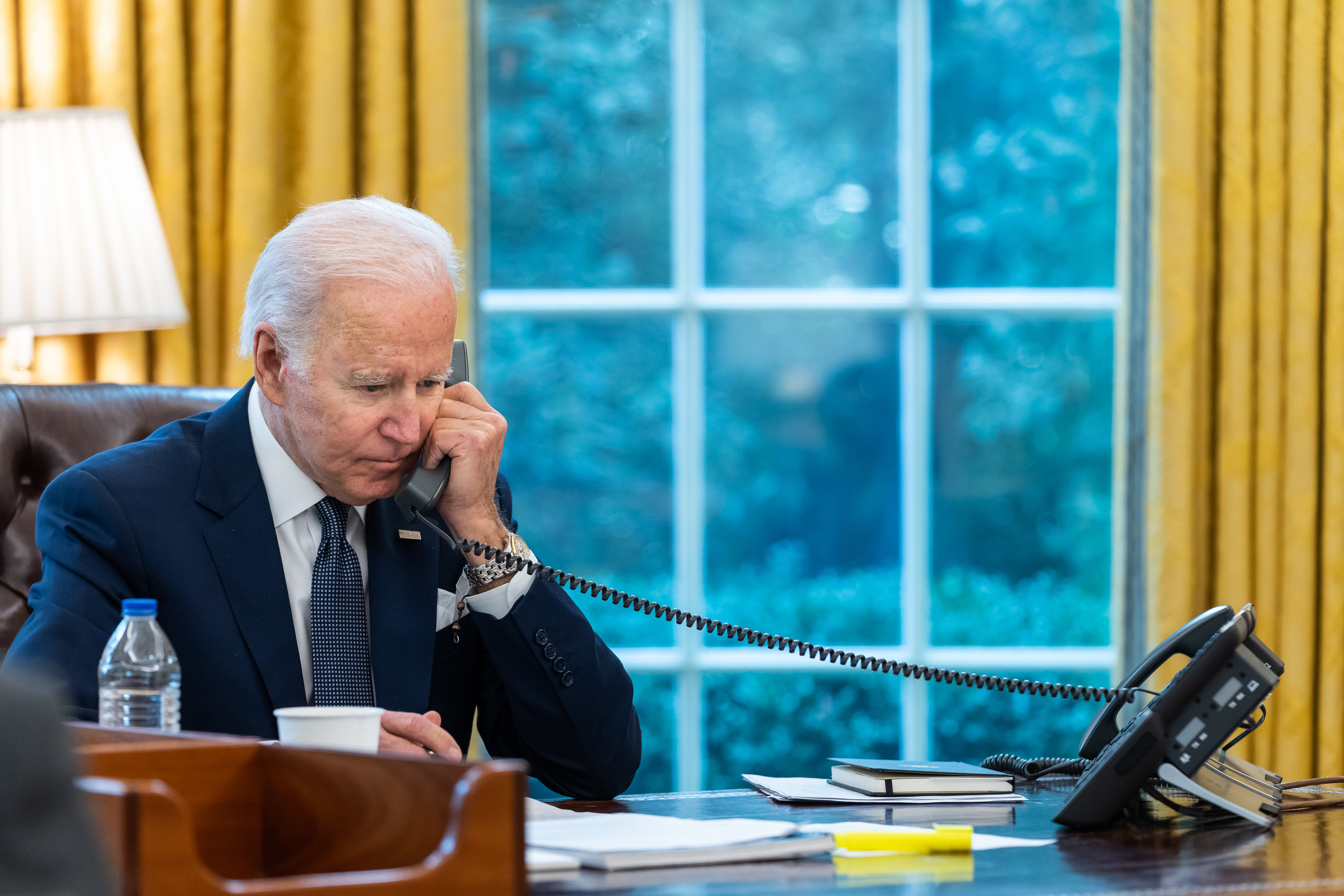
Les converses telefòniques són un camp d'estudi de l'Etnometodologia.

Aquest camp d'estudi és el més important de l'etnometodologia. L'objectiu és analitzar les estructures fonamentals que es donen en les interaccions conversacionals. La conversa és, per tant, una activitat interactiva que presenta propietats estables i ordenades. Aquests patrons, però, no determinen allò que es diu, sinó que s'utilitzen per dur a terme la conversa.
El sociòleg estatunidenc Don Zimmerman, un dels primers representants del corrent etnometodològic, va establir els principis bàsics per poder analitzar una conversa: a) qualsevol interacció forma part de la conversa (incloent-hi els silencis, vacil·lacions, pauses respiratòries, etc.), no només la parla; b) tots els detalls de la conversa es realitzen de manera ordenada, c) totes les interaccions de la conversa tenen propietats estables i autònomes, separades dels processos cognitius dels interlocutors; d) el marc bàsic de la conversa és la seva organització seqüencial, i e) tota conversa es realitza per torns.
Aquesta base teòrica de l'anàlisi conversacional s'ha aplicat al món quotidià, posant el focus en la relació entre diferents expressions i formes d'organització de la conversa. Alguns exemples d'aquests estudis aplicats són:
- Converses telefòniques. Enfocats a estudiar aquells elements distintius respecte de les converses cara a cara, especialment la seqüència en la qual les persones s'hi reconeixen i identifiquen telefònicament.[13]
- El riure. Ha estat demostrat que existeixen trets estructurats (no espontanis) en les converses que tenen la finalitat de provocar el riure en l'interlocutor.[14]
- Aplaudiments. En l'àmbit dels mítings polítics, s'han analitzat els mecanismes bàsics per provocar l'aplaudiment de l'audiència.[15]
- Esbroncades. Són estudis centrats en les pautes i estructures d'aquesta expressió de desaprovació, per exemple en les entrevistes televisades amb públic.[16]
- Construcció de frases e històries. Alguns estudis han demostrat que en funció de les reaccions de l'oient (verbals, facials, corporals), el parlant adapta les frases o la història que explica, reconstruint-hi el significat.[17]
- Formulacions. Es tracta de les estructures típiques (frases, gestos, etc.) que tenen l'objectiu de mostrar que s'està comprenent allò que diu l'altre durant la conversa.[18]
- Activitats no verbals durant la conversa.[19]

## Critiques a l'Etnometodologia
Si bé l'Etnometodologia s'ha consolidat com un corrent important dintre de la Sociologia, especialment en l'àmbit de l'estudi conversacional, també ha estat controvertida en alguns aspectes.
Molts acadèmics consideren que se centra en qüestions trivials i ignora els temes importants de la societat actual. D'altra banda, l'orientació clarament micro de l'etnometodologia (posant el focus en les interaccions dels individus) ha fet que, sovint, ignorés com els grans processos estructurals i històrics afecten les persones i els seus comportaments. Finalment, des del punt de vista acadèmic, els etnometodòlegs han estat molt reticents a la síntesi i la integració d'altres teories sociològiques als seus plantejaments.
Davant d'aquestes crítiques, especialment pel seu enfocament micro, l'etnometodologia afirma que les pràctiques quotidianes constitueixen el mètode real a través del qual es construeixen les macroestructures socials. Amb tot, els etnometodòlegs assenyalen que són "indiferents" al debat micro-macro i, per tant, creuen que no és necessari fer-ne distincions, perquè ambdues estructures es generen simultàniament a través de les pràctiques quotidianes. És a dir, micro i macro són la mateixa cosa.